# The Eight Hundred
The Eight Hundred (Chinees: 八佰, Pinyin: Bābǎi) is een Chinese historische oorlogsfilm uit 2020, geregisseerd en mede geschreven door Guan Hu. De film vertelt het waargebeurde verhaal van de verdediging van Sihang Warehouse in 1937 in Shanghai.

## Verhaal
Op 13 augustus 1937 valt het Japans Keizerlijk Leger Shanghai binnen. Xie Jinyuan, de luitenant-kolonel van het 524e regiment van de 88e divisie van het Nationale Revolutionaire Leger, leidt meer dan 400 jonge officieren om het Sihang Warehouse te bewaken.

## Rolverdeling
| Acteur         | Personage                      |
| -------------- | ------------------------------ |
| Du Chun        | luitenant-kolonel Xie Jinyuan  |
| Huang Zhizhong | soldaat Lao Hulu               |
| Zhang Junyi    | soldaat Xiao Hubei             |
| Oho Ou         | soldaat Duan Wu                |
| Zhang Cheng    | compagniescommandant Lei Xiong |
| Wang Qianyuan  | soldaat Yang Guai              |

## Productie
Guan Hu was al 10 jaar bezig met de voorbereidingen op de film. The Eight Hundred is de eerste Chinese film die volledig is opgenomen met IMAX-camera's. Het productieteam had een set bestaande uit 68 gebouwen gebouwd met een oppervlakte van 133.333 vierkante meter in Suzhou, de provincie Jiangsu in Oost-China. De opnames begonnen op 9 september 2017 en eindigde op 27 april 2018.

## Muziek
De originele filmmuziek werd geschreven door Rupert Gregson-Williams die het hoofdthema verzorgde en Andrew Kawczynski. Ook bevat de soundtrack een lied voor de film  getiteld "Remembering" (苏州 河), dat geschreven is door Bob Ezrin, Shridhar Solanki, Cheng Zhang en Isabel Yue Yin, gebaseerd op de melodie van Londonderry Air en werd uitgevoerd door Andrea Bocelli en Na Ying. Het lied had zowel een Engelse als een Mandarijn-versie. De muziek werd uitgebracht op een soundtrackalbum op 21 augustus 2020 door Universal Music.

## Ontvangst
De film heeft verschillende records verbroken in China. Tijdens zijn openingsweekend daar bracht de film 116 miljoen dollar op, terwijl er maar vijftig procent van de reguliere bezoekersaantallen in de bioscoopzalen mochten.